# Yungipicus
Genre
Yungipicus est un genre de pics (famille des Picidés) originaire d'Asie.

## Liste des espèces
Selon la classification de référence du Congrès ornithologique international (version 6.4, 2016) :
- Yungipicus temminckii — Pic de Temminck (Malherbe, 1849)
- Yungipicus nanus — Pic à calotte brune (Vigors, 1832)
  - Yungipicus nanus nanus (Vigors, 1832)
  - Yungipicus nanus hardwickii (Jerdon, 1845)
  - Yungipicus nanus cinereigula (Malherbe, 1849)
  - Yungipicus nanus gymnopthalmos (Blyth, 1849)
- Yungipicus canicapillus — Pic à coiffe grise (Blyth, 1845)
  - Yungipicus canicapillus doerriesi (Hargitt, 1881)
  - Yungipicus canicapillus scintilliceps (Swinhoe, 1863)
  - Yungipicus canicapillus kaleensis (Swinhoe, 1863)
  - Yungipicus canicapillus swinhoei (Hartert, 1910)
  - Yungipicus canicapillus mitchellii (Malherbe, 1849)
  - Yungipicus canicapillus semicoronatus (Malherbe, 1849)
  - Yungipicus canicapillus canicapillus (Blyth, 1845)
  - Yungipicus canicapillus delacouri (Meyer de Schauensee, 1938)
  - Yungipicus canicapillus auritus (Eyton, 1845)
  - Yungipicus canicapillus volzi (Stresemann, 1920)
  - Yungipicus canicapillus aurantiiventris (Salvadori, 1868)
- Yungipicus maculatus — Pic des Philippines (Scopoli, 1786)
  - Yungipicus maculatus validirostris (Blyth, 1849)
  - Yungipicus maculatus fulvifasciatus (Hargitt, 1881)
  - Yungipicus maculatus maculatus (Scopoli, 1786)
- Yungipicus ramsayi — Pic de Ramsay (Hargitt, 1881)
- Yungipicus moluccensis — Pic nain (Gmelin, JF, 1788)
  - Yungipicus moluccensis moluccensis (Gmelin, JF, 1788)
  - Yungipicus moluccensis grandis (Hargitt, 1882)
- Yungipicus kizuki — Pic kisuki (Temminck, 1836)
  - Yungipicus kizuki permutatus (Meise, 1934)
  - Yungipicus kizuki seebohmi (Hargitt, 1884)
  - Yungipicus kizuki nippon (Kuroda, 1922)
  - Yungipicus kizuki shikokuensis (Kuroda, 1922)
  - Yungipicus kizuki kizuki (Temminck, 1836)
  - Yungipicus kizuki matsudairai (Kuroda, 1921)
  - Yungipicus kizuki kotataki (Kuroda, 1922)
  - Yungipicus kizuki amamii (Kuroda, 1922)
  - Yungipicus kizuki nigrescens (Seebohm, 1887)
  - Yungipicus kizuki orii (Kuroda, 1923)